# Black Sails (Fernsehserie)/Episodenliste
Diese Episodenliste enthält alle Episoden der US-amerikanischen Abenteuerserie Black Sails, sortiert nach der US-amerikanischen Erstausstrahlung. Die Fernsehserie umfasst vier Staffeln mit 38 Folgen.

## Übersicht
| Staffel | Episodenanzahl | Erstausstrahlung USA | Erstausstrahlung USA | Deutschsprachige Erstausstrahlung | Deutschsprachige Erstausstrahlung |
| Staffel | Episodenanzahl | Staffelpremiere      | Staffelfinale        | Staffelpremiere                   | Staffelfinale                     |
| ------- | -------------- | -------------------- | -------------------- | --------------------------------- | --------------------------------- |
| 1       | 8              | 25. Januar 2014      | 15. März 2014        | 20. April 2014                    | 11. Mai 2014                      |
| 2       | 10             | 24. Januar 2015      | 28. März 2015        | 8. Mai 2015                       | 10. Mai 2015                      |
| 3       | 10             | 23. Januar 2016      | 26. März 2016        | 23. Februar 2017                  | 9. März 2017                      |
| 4       | 10             | 29. Januar 2017      | 2. April 2017        | 1. April 2017                     | 1. April 2017                     |

## Staffel 1
Die Erstausstrahlung der ersten Staffel war vom 25. Januar bis zum 15. März 2014 auf dem US-amerikanischen Kabelsender Starz zu sehen. Die deutschsprachige Erstausstrahlung sendete der Pay-TV-Sender ProSieben Fun zwischen dem 20. April und dem 11. Mai 2014 in Doppelfolgen.
| Nr. (ges.) | Nr. (St.) | Deutscher Titel        | Originaltitel | Erstausstrahlung USA | Deutschsprachige Erstausstrahlung (D) | Regie         | Drehbuch                              |
| ---------- | --------- | ---------------------- | ------------- | -------------------- | ------------------------------------- | ------------- | ------------------------------------- |
| 1          | 1         | Urca de Lima           | I.            | 25. Jan. 2014        | 20. Apr. 2014                         | Neil Marshall | Jonathan E. Steinberg & Robert Levine |
| 2          | 2         | Perlen vor die Säue    | II.           | 1. Feb. 2014         | 20. Apr. 2014                         | Sam Miller    | Jonathan E. Steinberg & Robert Levine |
| 3          | 3         | Unheilige Allianzen    | III.          | 8. Feb. 2014         | 27. Apr. 2014                         | Neil Marshall | Jonathan E. Steinberg & Robert Levine |
| 4          | 4         | Mrs. Barlow            | IV.           | 15. Feb. 2014        | 27. Apr. 2014                         | Sam Miller    | Brad Caleb Kane                       |
| 5          | 5         | Klarmachen zum Entern! | V.            | 22. Feb. 2014        | 4. Mai 2014                           | Marc Munden   | Doris Egan                            |
| 6          | 6         | Die Belagerung         | VI.           | 1. März 2014         | 4. Mai 2014                           | T. J. Scott   | Heather Bellson                       |
| 7          | 7         | Das Konsortium         | VII.          | 8. März 2014         | 11. Mai 2014                          | Marc Munden   | Michael Angeli                        |
| 8          | 8         | Die Schatzinsel        | VIII.         | 15. März 2014        | 11. Mai 2014                          | T. J. Scott   | Jonathan E. Steinberg & Robert Levine |

## Staffel 2
Die Erstausstrahlung der zweiten Staffel war vom 24. Januar bis zum 28. März 2015 auf dem US-amerikanischen Kabelsender Starz zu sehen. Die deutschsprachige Erstausstrahlung sendete der Pay-TV-Sender ProSieben Fun vom 8. bis zum 10. Mai 2015.
| Nr. (ges.) | Nr. (St.) | Deutscher Titel      | Originaltitel | Erstausstrahlung USA | Deutschsprachige Erstausstrahlung (D) | Regie           | Drehbuch                                                                  |
| ---------- | --------- | -------------------- | ------------- | -------------------- | ------------------------------------- | --------------- | ------------------------------------------------------------------------- |
| 9          | 1         | Ein tollkühner Plan  | IX.           | 24. Jan. 2015        | 8. Mai 2015                           | Steve Boyum     | Jonathan E. Steinberg & Robert Levine                                     |
| 10         | 2         | Die schwarze Flagge  | X.            | 31. Jan. 2015        | 8. Mai 2015                           | Clark Johnson   | Michael Chernuchin                                                        |
| 11         | 3         | Kampf um Nassau      | XI.           | 7. Feb. 2015         | 8. Mai 2015                           | Stefan Schwartz | Brad Caleb Kane                                                           |
| 12         | 4         | Abigail              | XII.          | 14. Feb. 2015        | 9. Mai 2015                           | Clark Johnson   | Jonathan E. Steinberg & Dan Shotz Idee: Julie Siege                       |
| 13         | 5         | Wer wahrlich liebt   | XIII.         | 21. Feb. 2015        | 9. Mai 2015                           | Alik Sakharov   | Aaron Helbing & Todd Helbing                                              |
| 14         | 6         | Doppelt gekapert     | XIV.          | 28. Feb. 2015        | 9. Mai 2015                           | Michael Nankin  | Heather Bellson                                                           |
| 15         | 7         | Der verlorene Schatz | XV.           | 7. März 2015         | 9. Mai 2015                           | Alik Sakharov   | Lisa Schultz Boyd                                                         |
| 16         | 8         | Gold                 | XVI.          | 14. März 2015        | 10. Mai 2015                          | Steve Boyum     | Jonathan E. Steinberg & Robert Levine Idee: Marc Berzenski & Maria Melnik |
| 17         | 9         | Der Verrat           | XVII.         | 21. März 2015        | 10. Mai 2015                          | Lukas Ettlin    | Brad Caleb Kane Idee: Dan Shotz                                           |
| 18         | 10        | Das Tribunal         | XVIII.        | 28. März 2015        | 10. Mai 2015                          | Steve Boyum     | Jonathan E. Steinberg & Robert Levine                                     |

## Staffel 3
Die Erstausstrahlung der dritten Staffel war vom 23. Januar bis zum 26. März 2016 auf dem US-amerikanischen Kabelsender Starz. Die deutschsprachige Erstausstrahlung sendete der deutsche Pay-TV-Sender ProSieben Fun vom 23. Februar bis zum 9. März 2017.
| Nr. (ges.) | Nr. (St.) | Deutscher Titel      | Originaltitel | Erstausstrahlung USA | Deutschsprachige Erstausstrahlung (D) | Regie           | Drehbuch                                                 |
| ---------- | --------- | -------------------- | ------------- | -------------------- | ------------------------------------- | --------------- | -------------------------------------------------------- |
| 19         | 1         | Die Falle            | XIX.          | 23. Jan. 2016        | 23. Feb. 2017                         | Alik Sakharov   | Jonathan E. Steinberg & Robert Levine                    |
| 20         | 2         | Der Sturm            | XX.           | 30. Jan. 2016        | 23. Feb. 2017                         | Lukas Ettlin    | Jonathan E. Steinberg & Brad Caleb Kane                  |
| 21         | 3         | Begnadigung          | XXI.          | 6. Feb. 2016         | 23. Feb. 2017                         | Stefan Schwartz | Jonathan E. Steinberg & Dan Shotz                        |
| 22         | 4         | Die geheime Siedlung | XXII.         | 13. Feb. 2016        | 23. Feb. 2017                         | Steve Boyum     | Jonathan E. Steinberg & Lisa Schultz Boyd                |
| 23         | 5         | Piraten und Sklaven  | XXIII.        | 20. Feb. 2016        | 2. März 2017                          | Alik Sakharov   | Jonathan E. Steinberg & Robert Levine                    |
| 24         | 6         | Das Duell            | XXIV.         | 27. Feb. 2016        | 2. März 2017                          | Lukas Ettlin    | Dan Shotz                                                |
| 25         | 7         | Hurengeflüster       | XXV.          | 5. März 2016         | 2. März 2017                          | Rob Bailey      | Marc Berzenski & Josh Rothenberger                       |
| 26         | 8         | Hinterhalt           | XXVI.         | 12. März 2016        | 2. März 2017                          | Stefan Schwartz | Evan Bleiweiss                                           |
| 27         | 9         | Die Hinrichtung      | XXVII.        | 19. März 2016        | 9. März 2017                          | Steve Boyum     | Brad Caleb Kane Idee: Brad Caleb Kane & Tyler Van Patten |
| 28         | 10        | Die große Schlacht   | XXVIII.       | 26. März 2016        | 9. März 2017                          | Alik Sakharov   | Jonathan E. Steinberg & Robert Levine                    |

## Staffel 4
Bereits im August 2015 wurde die Serie von Starz um eine zehnteilige vierte und letzte Staffel verlängert. Die deutsche Erstausstrahlung wurde am 1. April 2017 auf Maxdome veröffentlicht.
| Nr. (ges.) | Nr. (St.) | Deutscher Titel           | Originaltitel | Erstausstrahlung USA | Deutschsprachige Erstausstrahlung (—) | Regie                 | Drehbuch                              |
| ---------- | --------- | ------------------------- | ------------- | -------------------- | ------------------------------------- | --------------------- | ------------------------------------- |
| 29         | 1         | Das Ende beginnt          | XXIX.         | 29. Jan. 2017        | 1. Apr. 2017                          | Lukas Ettlin          | Jonathan E. Steinberg & Robert Levine |
| 30         | 2         | Der Aufstand              | XXX.          | 5. Feb. 2017         | 1. Apr. 2017                          | Alik Sakharov         | Jonathan E. Steinberg & Robert Levine |
| 31         | 3         | Der König der Piraten     | XXXI.         | 12. Feb. 2017        | 1. Apr. 2017                          | Roel Reiné            | Jonathan E. Steinberg & Robert Levine |
| 32         | 4         | Auf Leben und Tod         | XXXII.        | 19. Feb. 2017        | 1. Apr. 2017                          | Marc Jobst            | Jonathan E. Steinberg & Robert Levine |
| 33         | 5         | Eine feindliche Weltmacht | XXXIII.       | 26. Feb. 2017        | 1. Apr. 2017                          | Alik Sakharov         | Jonathan E. Steinberg & Robert Levine |
| 34         | 6         | Tod und Flammen           | XXXIV.        | 5. März 2017         | 1. Apr. 2017                          | Steve Boyum           | Jonathan E. Steinberg & Robert Levine |
| 35         | 7         | Neue Verbündete           | XXXV.         | 12. März 2017        | 1. Apr. 2017                          | Lukas Ettlin          | Jonathan E. Steinberg & Robert Levine |
| 36         | 8         | Die Insel der Toten       | XXXVI.        | 19. März 2017        | 1. Apr. 2017                          | Uta Briesewitz        | Jonathan E. Steinberg & Robert Levine |
| 37         | 9         | Vergraben                 | XXXVII.       | 26. März 2017        | 1. Apr. 2017                          | Steve Boyum           | Jonathan E. Steinberg & Robert Levine |
| 38         | 10        | Licht und Schatten        | XXXVIII.      | 2. Apr. 2017         | 1. Apr. 2017                          | Jonathan E. Steinberg | Jonathan E. Steinberg & Robert Levine |